# Hipòtesi del gran impacte

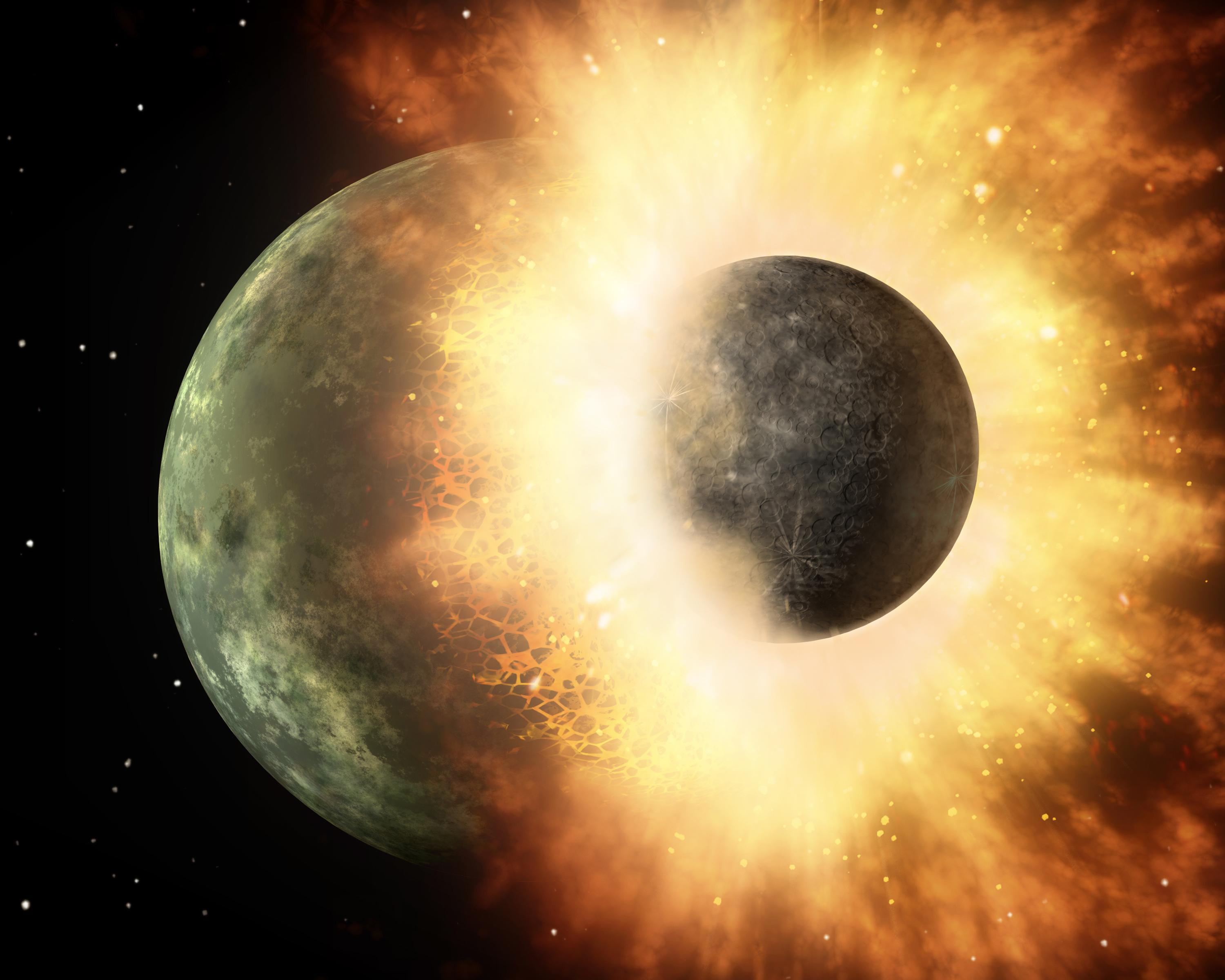
Recreació artística del gran impacte

La hipòtesi del gran impacte (en anglès: Giant impact hypothesis, Big Whack o Big Splash) és la hipòtesi científica més acceptada per a explicar la formació de la Lluna. Postula que es va originar com a resultat d'una col·lisió entre la Terra i un planeta de la mida de Mart, que rep el nom de Teia o ocasionalment Orfeu. El nom de Teia prové de la mitologia grega, ja que Teia (també anomenat Tia) era una de les titànides mare de la dea lunar Selene. La hipòtesi es va plantejar per primera vegada en una conferència sobre satèl·lits el 1974, i després fou publicada en la revista científica Icarus per Hartmann i Davis el 1975.
Resten diverses qüestions sense resposta al voltant d'aquesta hipòtesi. La relació entre els diferents isòtops d'oxigen lunar és pràcticament idèntica a la de la Terra, sense evidència d'una contribució d'un altre cos solar. A més, les mostres lunars tenen les proporcions que es podrien esperar dels elements volàtils, òxid de ferro, o elements sideròfils, i no hi ha proves que suggereixin que la Terra ha tingut l'oceà de magma que implica aquesta hipòtesi.

## Teia

El gran impacte vist des del pol sud terrestre

Una de les hipòtesis és que Teia es formà en un punt de Lagrange respecte a la Terra, és a dir, aproximadament en la mateixa òrbita però 60° per davant o per darrere. D'acord amb el que havia suggerit el 1772 Joseph Louis Lagrange, hi ha cinc punts en l'òrbita terrestre on els efectes de la gravetat del planeta s'anul·len en relació amb els del Sol. Dos dels punts de Lagrange (L4 i L5), situats a 150 milions de quilòmetres de la Terra, són considerats estables i, per tant, són zones amb prou potencial per a permetre l'acreció planetària en competició amb la Terra. Va ser en el punt L4 on es pensa que Teia va començar a formar-se a l'eó Hadeà.
Quan el protoplaneta Teia va créixer fins a una mida comparable a la de Mart, uns 20 o 30 milions d'anys després de la seva formació, es va tornar massa massiu per romandre de forma estable en una òrbita troiana. La força gravitacional impulsava Teia fora del punt de Lagrange que ocupava, al mateix temps que l'efecte de Coriolis empenyia el planeta de tornada. Com a conseqüència, la seva distància angular a la Terra va començar a fluctuar, fins que Teia va tenir massa suficient per escapar de L4.

## Formació de la Lluna
Mentre Teia es trobava atrapada en una òrbita cíclica, la Terra va tenir temps per a diferenciar la seva estructura en el nucli i mantell que actualment presenta. Teia també podria haver desenvolupat alguna estratificació durant el seu estadi en L4. Quan Teia va créixer prou per escapar del punt de Lagrange, va entrar en una òrbita caòtica i la col·lisió d'ambdós planetes es va fer inevitable, ja que ambdós planetes ocupaven la mateixa òrbita. Es pensa que l'impacte es deuria produir uns pocs centenars d'anys després de l'escapada definitiva. S'ha calculat que això va succeir ara fa 4.533 milions d'anys; es creu que Teia va impactar contra la Terra amb un angle oblic i a una velocitat de 40.000 km/h, destruint Teia i expulsant la major part del mantell de Teia i una fracció significativa del mantell terrestre cap a l'espai, mentre que el nucli de Teia es va enfonsar dins del nucli terrestre.
Estimacions actuals basades en simulacions per ordinador de l'esmentat esdeveniment suggereixen que el 2% de la massa originària de Teia va acabar formant un disc de runes, la meitat del qual es va fusionar per formar la Lluna entre un i cent anys després de l'impacte. Independentment de la rotació i inclinació que tingués la Terra abans de l'impacte, després de produir-se el dia hauria tingut una durada aproximada de cinc hores i l'equador terrestre s'hauria desplaçat més a prop del pla de l'òrbita lunar.

## Proves
Proves indirectes de l'escenari d'impacte provenen de les roques recollides durant les missions del programa Apollo, que mostren que l'abundància dels isòtops d'oxigen (¹⁶O, 17O i 18O) és pràcticament igual a la que existeix a la Terra. La composició de la crosta lunar rica en anortosita així com l'existència de mostres riques en KREEP, afavoreixen la idea que en un passat una gran part de la Lluna va estar fosa, i un impacte gegantí va poder aportar l'energia suficient per formar un oceà de magma d'aquestes característiques.
Diverses proves mostren que si la Lluna té un nucli ric en ferro, aquest ha de ser petit, menor d'un 25% del radi lunar, a diferència de la major part dels cossos terrestres, on el nucli suposa al voltant del 50% del radi total. Les condicions d'un impacte donen lloc a una Lluna formada majoritàriament pels mantells de la Terra i del cos impactant -amb el nucli d'aquest últim agregant-se a la Terra- i satisfan les restriccions del moment angular del sistema Terra-Lluna.

## Dificultats

Animació que mostra com l'òrbita de Teia va deixar de ser estable per acabar impactant amb la Terra

Malgrat ser la teoria dominant per a explicar l'origen de la Lluna, existeixen diversos interrogants que no han estat resolts. Entre aquests s'inclouen:
- Les relacions entre els elements volàtils a la Lluna no són consistents amb la hipòtesi del gran impacte. En concret, es podria esperar que la relació entre els elements rubidi/cesi fos més gran a la Lluna que a la Terra, ja que el cesi és més volàtil que el rubidi, però el resultat és justament el contrari.[7]
- No existeix evidència que a la Terra hi hagi hagut un oceà de magma global, que és una conseqüència derivada de la hipòtesi del gran impacte, i s'han trobat materials al mantell terrestre que semblen no haver estat mai en un oceà de magma.[7]
- El contingut del 13% d'òxid de ferro (FeO) a la Lluna -superior al 8% que té el mantell terrestre- descarta que el material protollunar pugui provenir, excepte en una part petita, del mantell de la Terra.[8]
- Si la major part del material protollunar prové del cos impactant, la Lluna hauria d'estar enriquida en elements sideròfils, quan en realitat hi és deficient.[9]
- Certes simulacions de la formació de la Lluna requereixen que la quantitat de moment angular del sistema Terra-Lluna sigui aproximadament el doble que en l'actualitat. Tanmateix, aquestes simulacions no tenen en compte la rotació de la Terra abans de l'impacte, per la qual cosa alguns investigadors consideren que això no és una evidència suficient per a descartar la hipòtesi del gran impacte.[10][11]